# 卡梅绍维山脉
卡梅绍维山脉（俄语：Камышовый Хребет）是西萨哈林山脉的一部分，属萨哈林州，最高点沃兹夫拉谢尼亚山海拔1,325米，长400公里左右，高在500米至1000米间。波亚索克地峡以南的部分称为南卡梅绍维山脉。该名在俄语中意为“芦苇山脉”，得名于第一批俄罗斯定居者将山上茂密的千岛竹认作了芦苇。